# Zacualpan (kommun i delstaten Mexiko)
Zacualpan är en kommun i Mexiko.   Den ligger i delstaten Mexiko, i den södra delen av landet, 110 km sydväst om huvudstaden Mexico City. Antalet invånare är 13 800. Arean är 301 kvadratkilometer.
Terrängen i Zacualpan är kuperad österut, men västerut är den bergig.
Följande samhällen finns i Zacualpan:
- Zacualpan
- Ayotuxco
- Piedra Parada
- Teocaltzingo
- El Durazno
- Tepextitlán
- El Despoblado
- Tetzicapan
- Zotzocola
- Los Ejidos
- Yolotepec
- Ixtayotla
- San Juan
- La Luz
- Los Planes Vista Hermosa
- Zacualpilla
- La Mora
- Las Huertas
- Apetlahuacan
- Santiago
- El Sitio Unión
- San Antonio Amealco
- El Fresno
- El Sitio
- La Trinidad
- San Jerónimo
- Los Barriales
- Cruz de Quiote
- Valle Encantado
- El Colorín
- Las Arrastras